# Phyllonorycter klimeschiella
Phyllonorycter klimeschiella là một loài bướm đêm thuộc họ Gracillariidae. Nó được tìm thấy ở quần đảo Canaria.
Ấu trùng ăn Arbutus canariensis. Chúng ăn lá nơi chúng làm tổ. The mine starts as a lower-surface epidermal corridor along the midrib. Later, it becomes a tentiform mine with one Y-shaped fold. The frass is mostly scattered throughout the mine, or sometimes deposited in a clump. The roof of the mine is completely eaten out. Pupation takes place withtrong mine in a cocoon covered with frass.